# エンマムシ
エンマムシ（閻魔虫）は、コウチュウ目（鞘翅目）エンマムシ上科（Histeroidea）に属する昆虫の総称。またはその中の1種 Merohister jekeliの和名である。
エンマムシ上科は、エンマムシダマシ科 Shaeritidae、エンマムシモドキ科 Synteliidae、エンマムシ科 Histeridae の3科に分けられる。このうちエンマムシ科が最大の科で、多くの亜科に分かれている。分類によってはこれらの亜科を独立した科として扱うこともある。またエンマムシ上科はガムシ上科との類縁性が強く、1990年代初頭からはガムシ上科に含めて扱うことが多くなっており、分類は未だ流動的である。
成虫でも体長数mm-1cm程度しかなく、小型の昆虫である。成虫はずんぐりとした丸い体形で、触角は短く、先が膨らむ。脚は短いが脛節に棘が発達し、小型の糞虫にも似る。
動物の死体等の腐敗動物質や糞便に飛来する種類がよく知られ、「閻魔虫」の名も死体に集まる習性に由来する。ただしエンマムシは腐肉や糞便などの腐敗有機物食ではなく、そこに発生するクロバエ科、ニクバエ科、イエバエ科といった蛆（ハエの幼虫）の捕食者が多い。小動物の腐敗した死体でハエの幼虫を盛んに捕食する様子は、ファーブルの『昆虫記』にも活写されている。ただし腐敗有機物に飛来しない種もおり、それらは種類によって様々な獲物を捕食する。

## おもな種類

### エンマムシダマシ科 Sphaeritidae
世界に1属3種。
エンマムシダマシ Spaherites glabratus Fabricius, 1792
日本では北海道の高山帯（利尻､大雪､日高）のみ。

### エンマムシモドキ科 Synteliidae
世界に7種。
エンマムシモドキ Syntelia histeroides Lewis, 1882
日本では北海道～九州に分布。

### エンマムシ科 Histeridae
11亜科に分類され、世界に3,800種以上。
エンマムシ Merohister jekeli Marseul, 1857
体長10mmほど。体の上面は光沢のある黒色をしている。上翅には7本の条があるが、内側の2条は翅の先端部だけにある。死体に集まりハエの幼虫を捕食する。日本では北海道から南西諸島まで分布し、日本以外でも台湾､朝鮮半島､中国､ロシア極東部などに分布する。
オオヒラタエンマムシ Hololepta amurensis Reitter, 1879
体長11mmほど。和名通り体が平たく、前後にやや長い長方形の体型をしている。また、エンマムシよりも大顎が長く前に突き出る。樹皮下に潜んで他の小昆虫を捕食するが、樹液にもやってくる。日本（北海道から九州､佐渡､伊豆諸島､対馬､屋久島）からシベリア東部まで分布する。
ホソエンマムシ Niponius impressicollis Lewis, 1885
体長5mmほどで、和名通り前後に細長い体型をしている。朽木の樹皮下でキクイムシ類などの小昆虫を捕食する。日本（北海道から九州）から台湾まで分布する。
アリクイエンマムシ Margarinotus maruyamai M. Ohara, 1999
和名通りクサアリ類の巣に現れ、アリの成虫を捕食する。
キノコアカマルエンマムシ Notodoma fungorum Lewis, 1884
体長3-4mmほど。和名通り成虫の体が褐色で丸っこい。上翅の根もとがやや赤っぽい。サルノコシカケ類に集まる。日本（北海道から九州､伊豆諸島､大隅諸島、トカラ列島中之島）から台湾に分布する。